# 書院パソコン
書院パソコン（しょいんパソコン）とは、シャープにより開発、販売されていた情報機器の名称である。同社のワープロ専用機「書院」と、OADG準拠のDOS/Vパソコンが一体化されていることが特徴。

## 概要
書院ブランドにてワープロ専用機を販売していた情報システム事業本部OA事業部により作られた。ワープロ専用機の手軽さ、判りやすさを前面に出しつつ、DOS/V（およびMicrosoft Windows）が動作する世界標準のパソコンとしての利用も可能であることがセールスポイントであった。外観は本体、液晶ディスプレイ、キーボードおよび熱転写プリンタが一体となったラップトップ型であり、当時主流だった液晶タイプのワープロ専用機とよく似ていた。キーボードの配列はOADG準拠となっていた。
プリンタは熱転写方式を用いていることから静粛性に優れ、書院に搭載されているスーパーアウトラインフォントをパソコンモードからでも利用でき、複数の字体にも対応していた為、同時代のドットマトリクスプリンタなどと比較して美しい文字の印刷ができた。
内蔵の液晶ディスプレイはVGA相当のモノクロ16階調表示対応だった。機種によってはCRTインターフェースに外部ディスプレイを接続することにより、16色カラー表示が可能なものもあった。ただし書院モードではモノクロ2階調に留まる。
DOS/V上においては「書院日本語入力フロントエンドプロセッサ」が利用可能であり、書院の辞書および変換エンジンが利用できた。